# Crise des obus de 1915
Cette page se comprend mieux après la lecture de Première Guerre mondiale.
La crise des obus de 1915 correspond à une période de manque de munitions, induit par la combinaison d'un important changement de tactique et de matériels de guerre. En dépit de son nom, elle ne concerne pas seulement les obus, mais tout l'approvisionnement des armées alliées en armes et munitions. En réponse à cette situation, plusieurs pays créent un ministère spécial, aux pouvoirs renforcés. Au Royaume-Uni, cette crise fait tomber le gouvernement libéral de Herbert Henry Asquith, remplacé par un gouvernement de coalition en mai 1915.
La crise des obus de 1915, et plus généralement la guerre de 1914-1918, marquent le début d'une course aux armements, qualitative et quantitative, consommatrice d'une grande quantité de ressources.

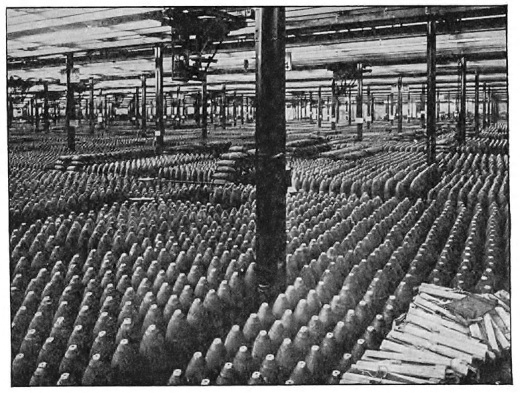
Stocks d'obus au Royaume-Uni (photo publiée en 1919).

## Contexte historique
La Première Guerre mondiale, une fois l'avancée allemande freinée et la stabilisation des fronts faite, s'enferre dans une longue guerre de tranchée. Ce nouveau type de combats (nouveau à une telle échelle) consomme une quantité de munitions bien plus importante que les guerres antérieures.
Il nécessite en outre de nouveaux types d'armes et des quantités industrielles de munitions (munitions d'obusiers, obus de type shrapnel, mines, bombes lancées par avion, munitions équipées de systèmes de retardateurs ou spécialement adaptées à une artillerie de plus en plus lourde pour tir distant et pilonnage, puis munitions pour mitrailleuses, chars, etc.). Faute de stocks et face à l'ampleur de l'offensive allemande, les pays alliés non préparés à une telle situation, notamment Asquith au Royaume-Uni et Joseph Joffre en France, doivent faire face en 1915 à une grave « crise des munitions ».
Des milliers d'usines de production de douilles, d'amorces, d'explosifs (nitrates, acide picrique principalement à cette époque), sont créées dans le monde, mobilisant une grande partie des ressources minières et en explosif pour une production en grande série de milliers de modèles de munitions, qui évolueront rapidement au cours de la guerre, pour notamment s'adapter aux armes chimiques nouvelles. Il faut aussi concevoir des ateliers sécurisés de chargement de millions de munitions et des filières de récupération des douilles et des métaux, ainsi que des contenants d'obus.

## Origine et aspects médiatiques
L'argument médiatique de cette crise semble avoir été l'échec de l'attaque de Neuve-Chapelle et de la bataille de la crête d'Aubers, lancée dans le cadre de l'offensive franco-anglaise du 9 mai 1915, durant la bataille de l'Artois.
Après cet échec, le commandant en chef britannique, le Field Marshal Sir John French, a expliqué à un journaliste correspondant de guerre du Times, le colonel Charles à Court Repington (en), que l'attaque avait échoué en raison d'un manque de munitions.
Le Times a alors titré « The Shell Scandal » dans un numéro décrivant en détail et de manière illustrée cet échec militaire : « Nous n'avions pas suffisamment d'explosifs brisants pour faire tomber les défenses ennemies  ... Le manque d'une quantité illimitée d'explosifs a été un obstacle fatal à notre réussite » (The Times, mai 1915). Cet article pointait assez clairement la responsabilité du gouvernement.
Une version plus sensationnaliste de l'histoire a été imprimée dans le journal populaire Daily Mail, qui accusait le secrétaire d'État à la Guerre, Lord Kitchener, sous le titre « Lord K's Tragic Blunder » (« Bavure tragique de Lord K »).
Un historien, Martin Gilbert, fera remarquer bien plus tard que davantage d'obus ont été tirés durant les 35 minutes du pilonnage préliminaire de l'offensive de Neuve-Chapelle que durant toute la guerre des Boers. La guerre de tranchée consommera de plus en plus de munitions (jusqu'à un million par jour tirées à Verdun).

## Conséquences et aspects politiques
Cette crise a largement contribué au Royaume-Uni à donner l'impression que le pays et son gouvernement s'étaient considérablement affaiblis, n’étant plus même capables de fournir l'artillerie en obus après quelques mois de guerre.
Avec l'échec de l'attaque des Dardanelles et de Gallipoli, la crise des obus a été un facteur important dans la chute du gouvernement libéral, au profit d'une coalition. Elle a aussi permis la montée en puissance du nouveau ministre des munitions, David Lloyd George (qui allait remplacer Herbert Henry Asquith comme Premier ministre lors de la crise politique de décembre 1916).
En mai 1915, Asquith a formé un gouvernement de coalition avec Lloyd George comme ministre des Munitions. Bien que Lord Kitchener soit resté au gouvernement comme secrétaire d'État à la Guerre, il a perdu tout contrôle sur la production de munitions et a été peu à peu mis à l'écart du contrôle de la stratégie militaire.
Pour permettre aux Alliés de progresser, la production de fournitures militaires des usines de tous les pays du Commonwealth britannique, notamment celles du Canada, a été réorganisée sous l'égide d'un conseil impérial des munitions, afin de fournir des obus et d'autres matériels adéquats jusqu'à la fin de la guerre.

## Conséquences sociales
Faire face à cette crise est devenu une priorité pour le Commonwealth (et la France), ce qui s'est traduit par un durcissement des conditions de travail. Toute l'économie est réorientée vers l'effort de guerre. Les ouvriers et ouvrières des usines de munitions faisaient l'objet d'enquêtes approfondies pour limiter les risques de sabotage. Dans les ateliers de Citroën à Paris, il est interdit de faire grève et même de s'asseoir.
Les travailleurs anglais voient aussi leurs droits sévèrement réduits. Une loi britannique sur les munitions de guerre (Munitions of War Act 1915 (en)) est votée en 1915, qui interdit non seulement la grève, mais toute démission d'un employé produisant des munitions sans le consentement de son employeur. Les sociétés privées sont elles-mêmes sous le contrôle total du nouveau ministre des Munitions.
Si la santé et la bonne alimentation des travailleurs intéressent les industriels et les États (les premières enquêtes sur la sécurité professionnelle et de la santé au travail datent de 1916 au Royaume-Uni), c'est surtout pour encore améliorer la productivité des usines d'armes et munitions.

## Conséquences industrielles après guerre
L'industrie automobile est mobilisée et encadrée ; elle profitera de la guerre. Selon Jean-Louis Loubet, en 1919, les trois grands de industriels français de l'automobile représentent 35 % de la production nationale, et ce sera 75 % en 1929. En particulier, André Citroën (le French Ford, qui avait en 1912 visité les usines Ford de Dearborn) impose un nouveau système productif inspiré de la production américaine de masse. Peugeot verra son esprit d'entreprise également profondément modifié
Les usines de nitrates deviendront des usines d'engrais, et les producteurs d'armes chimiques pourront recycler leurs savoirs en agriculture dans le domaine des pesticides.

## En France
À titre d'exemple, à la suite de cette crise et dans le cadre de l'effort de guerre de la France, dans le Puy-de-Dôme, l'usine Michelin aménage un atelier de chargement de munitions à Gravanches. Elle le fait dans d'anciens locaux du dépôt de matériel du XIIIe corps d'armée dédiés avant guerre à la réparation et confection d'effets militaires. Cet atelier avait commencé par intensifier sa réparation de fusils (pour atteindre une moyenne de 600 fusils réparés par jour de mars 1917 à la fin de la guerre), puis il s'est étendu au chargement de munition. 
Il faut améliorer les techniques de chargement d'obus (processus nécessitant dans ces ateliers 15 phases, considérées comme bien au point à partir de l'été 1915 (en mai, de nombreux obus défectueux étaient encore produits). Mi-1915, cet atelier produit deux à trois trains de munitions par jour pour atteindre 60 000 obus/jour en 1916. Un stock-tampon de plusieurs millions de projectiles est également constitué, mais la production est limitée à ce niveau par la crise des transports, d'une part, et par le manque de main-d'œuvre, d'autre part.
L'industrie automobile jouera un rôle particulier. Tous les constructeurs se reconvertissent au moins pour partie dans l'armement. André Citroën a lui-même constaté sur le front dès 1914 une pénurie de munitions. Il comprend l'appel d'Alexandre Millerand qui enjoint aux industriels de produire en urgence 100 000 obus/jour, alors que les arsenaux français en produisent 13 000 au maximum. Citroën arrive à convaincre deux polytechniciens, le général Baquet, chef de l'artillerie, et son adjoint, Louis Loucheur, de sa capacité à créer en moins de trois mois une usine de production à la chaîne de 5 000 à 10 000 obus/jour, à condition de la spécialiser sur un seul type de munition (obus à balles (type Shrapnel) pour canon de 75 mm).
Le 9 février 1915, la direction des forges et de l'artillerie contractualise avec lui la production (pour 24 millions de francs) d'un million d'obus à échéance de 200 jours. Pour cela Citroën agrandit son usine quai de Javel (Paris), sur d'anciens jardins maraîchers et des terrains de l'Aciérie de France, bénéficiant de la Seine et du chemin de fer (avec 1,5 km de voies de connexion à sa charge). Ainsi, 18 000 m2 d'ateliers sont érigés en deux mois, de plain-pied pour éviter les étages, uniquement avec des matériaux bon marché (charpente métallique, tôle ondulée, brique creuse). Pour produire massivement en série, Citroën choisit l'emboutissage et non le décolletage, mais ce choix lui impose d'utiliser de puissantes presses qu'il ne peut acheter qu'aux États-Unis (pour 35 millions de francs environ, qui lui seront prêtés par ses proches : Gustave Bingen, son beau-père banquier, Charles Manheimer et Georges-Marie Haardt proches des milieux bancaires par leurs familles, Eknayan…) et les banques de l'Union parisienne (10 millions) et de Lazard). La production commence par une difficile période de pannes, de rodage de l'usine et de défaut de sous-traitance, faisant chuter la cadence à parfois environ 300 obus/jour, ou en 1915 de taux de rebuts atteignant plus de 50 %, avec un lot refusé à sept reprises pour défaut de qualité selon les contrôleurs militaires. Citroën finit par produire en 1916 (en 29 opérations standardisées successives) une moyenne d'environ 10 000 obus/jour, mais encore irrégulièrement, à partir de simples barres d'acier. Les  20 000 obus/jour ne sont atteints puis largement dépassés (jusqu'à 50 000) qu'en 1917. De 1915 à 1918, Citroën aura produit environ 26 millions d’obus (pour 430 millions de francs, hors sous-traitance expressément confiés aux Engrenages Citroën et à Mors, appartenant également à André Citroën). Les obus vides sont envoyés aux ateliers de chargement de l’État. La moitié des employés de l'usine sont des femmes et les équipes de jour et de nuit y travaillent chacune 11 heures par jour, dimanche compris. On ne parle pas encore d'avancées sociales : le règlement intérieur des ateliers stipule « Défense de s’asseoir. Défense de causer. Défense de faire grève » et les salaires qui était de un franc de l’heure en 1914 dans la métallurgie parisienne étaient en 1916 chez Citroën de 0,80 franc pour les « munitionnettes » (1916), de 0,40 franc pour une manutentionnaire, hors « prime de fidélité », propre à Javel, de 50 francs par an (« Usines de guerre », document Citroën, 1916). L'atelier dispose d'une cantine de 3 500 repas et de services médicaux, d'une crèche (« pouponnière ») et d'une coopérative permettant de trouver aliments, tissus, laine, vêtements et charbon.

## En Russie

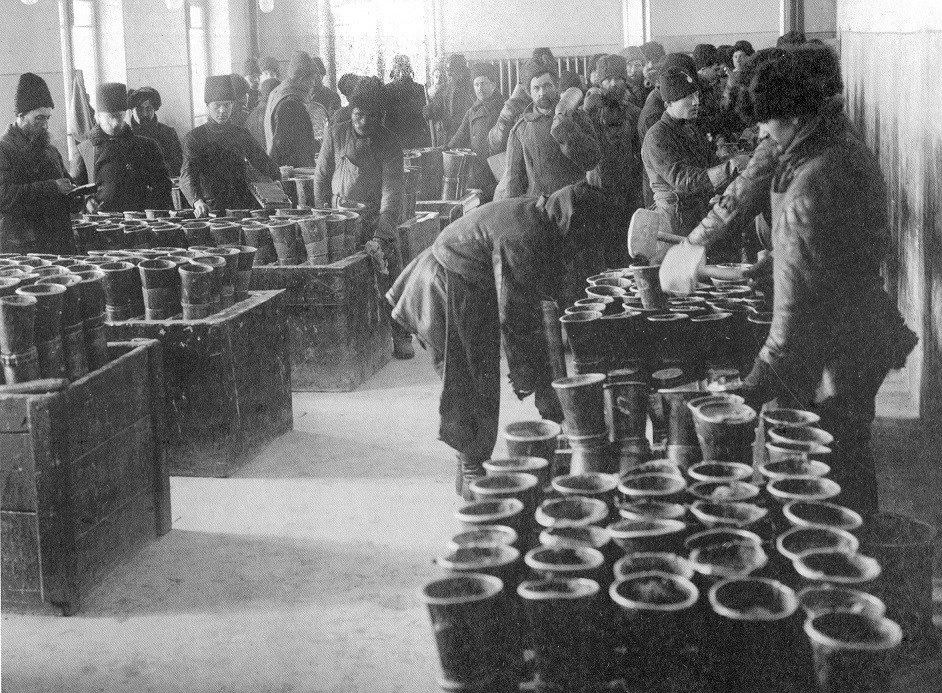
Usine d'obus à Samara (Russie) en 1915.

L’état-major russe, comme celui des autres belligérants, avait compté sur une guerre courte : la réserve de munitions, 7 millions d’obus au début du conflit, soit un millier de tirs par pièce de campagne, se révèle très vite insuffisante alors que le ministère n’a pas prévu de plan de production de guerre. Pendant la bataille des Carpates, la 8e armée russe d'Alexeï Broussilov se trouve immobilisée faute de munitions : l'industrie nationale et les importations ne permettront pas de combler ce retard avant l'automne 1915. Le gouvernement était conscient de cette carence dès l'automne 1914 mais s’efforce de la cacher à l'opinion et aux missions militaires alliées : c'est seulement en mars 1915 que le Foreign Office, informé par son attaché militaire, le général Alfred Knox (en), peut réclamer un inventaire des besoins. 
Pendant la Grande Retraite de 1915, les Russes ne peuvent riposter aux tirs de l'artillerie lourde allemande. Un soldat écrit à son père : « Notre position est mauvaise, et tout ça parce que nous n'avons pas de munitions. Voilà à quoi nous en sommes réduits, grâce à nos ministres de la Guerre, qui mettent des gens désarmés face aux canons de l'ennemi ». Lors de la percée allemande de mai 1915, la 11e armée allemande dispose d'un million d'obus contre à peine 100 000 pour l'armée russe qui lui fait face. 
Au milieu de mai 1915, une commission de la Douma, comprenant son président Mikhaïl Rodzianko et le progressiste Ivan Efremov (ru), visite le front de Galicie et prend conscience de la gravité de la situation. Rodzianko alerte le tsar qui se rend en visite au front et, à son retour, désigne une première commission des munitions le 19 mai, puis une seconde le 7 juin, présidée par le ministre de la Guerre et comprenant le président de la Douma, 4 députés désignés par le tsar et 4 représentants des milieux industriels ; mais peu de changements sont faits. En juin 1915, au 9e congrès pan-russe des industriels et négociants à Moscou, le riche industriel Stepan Riabouchinski appelle à une  « auto-mobilisation » des entreprises ; il demande le rappel du front des ouvriers qualifiés mobilisés et l'embauche massive de main-d'œuvre parmi les personnes déplacées des provinces occidentales et jusque chez les Chinois. Le congrès forme un comité central des industries de guerre qui se réunit en juillet et multiplie les initiatives, notamment l'envoi d'une mission aux États-Unis. 
Le mécontentent de l'opinion est tel que le ministre Soukhomlinov est démis de ses fonctions en juin 1915 et emprisonné pour trahison. 
Entre 1914 et 1916, la production d’obus de 3 pouces passe de 150 000 par mois à 1,9 million, succès dû en grande partie aux importations de matériel et de techniciens venus des pays de l'Entente et des États-Unis,.

## Aspects économiques
Les ministères spécialement créés dans divers pays pour augmenter la production doivent trouver de nouvelles ressources techniques, humaines, financières, industrielles, en minerai, mais aussi en transport.
Plusieurs entreprises feront des bénéfices importants, ce qui justifiera des taxes spécifiques (exemple : impôt sur les bénéfices de guerre en France).